# Steffen Blochwitz

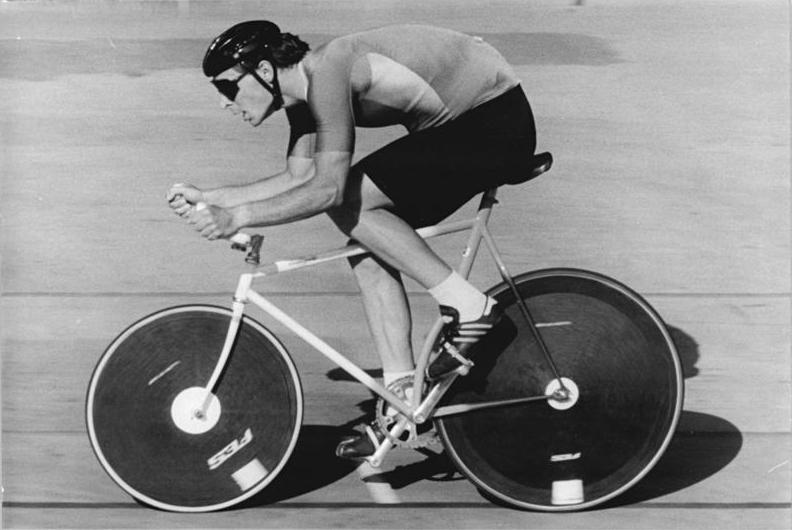
Steffen Blochwitz bei den DDR-Bahn-Meisterschaften 1989 in Cottbus

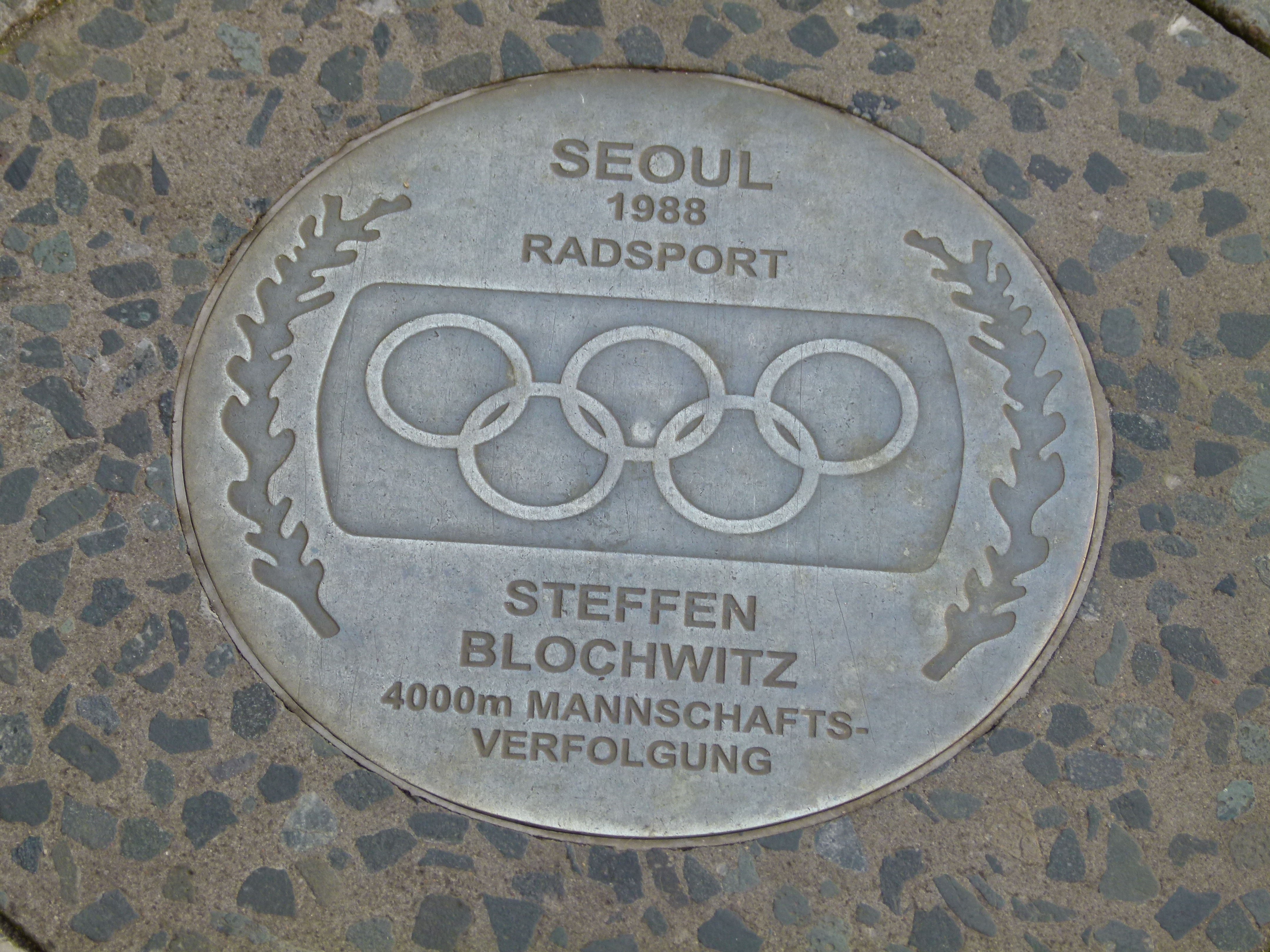
Plakette für Blochwitz auf dem Weg des Ruhmes in Cottbus

Steffen Blochwitz (* 8. September 1967 in Herzberg) ist ein ehemaliger deutscher Radrennfahrer.

## Sportliche Laufbahn
1985 wurde Steffen Blochwitz im Team der DDR Junioren-Weltmeister in der Mannschaftsverfolgung gemeinsam mit Thomas Liese, Uwe Preißler und Michael Bock. Die Silbermedaille bei den Bahnradsport-Weltmeisterschaften der Junioren gewann er 1986 und 1987 in dieser Disziplin. 1986 und 1987 wurde er DDR-Meister in der Mannschaftsverfolgung mit der Mannschaft des SC Cottbus, in beiden Jahren zudem Vize-Weltmeister mit dem Bahn-Vierer der DDR.  1989 wurde er mit dem DDR-Vierer (Thomas Liese, Carsten Wolf und Guido Fulst) in Lyon Weltmeister. 1988 errang der DDR-Vierer zudem bei den Olympischen Sommerspielen in Seoul die Silbermedaille (Trainer: Heiko Salzwedel).
Nach einem dritten Platz bei der Deutschen Meisterschaft in der Einerverfolgung 1991 wandte sich Steffen Blochwitz vorrangig dem Straßenrennsport zu. So gewann er 1991 die Sachsen-Rundfahrt, 1993 das OZ Wielerweekend und 1995 die Internationale Thüringen Rundfahrt. 1996 wurde er Deutscher Vize-Meister im Zweier-Mannschaftsfahren gemeinsam mit Lars Teutenberg.

## Berufliches
Steffen Blochwitz hat eine Ausbildung zum Triebwagentechniker absolviert.
1999 trat Blochwitz vom aktiven Radsport zurück. Seitdem ist er Manager des LKT Team Brandenburg, für das u. a. Robert Bartko und Henning Bommel fuhren.

## Ehrungen
1988 wurde Blochwitz für den Gewinn der Silbermedaille in Seoul mit dem Vaterländischen Verdienstorden in Silber ausgezeichnet. Diesen Orden erhielt er auch bereits 1986.

## Erfolge

### Bahn
1985
- Junioren-Weltmeister – Mannschaftsverfolgung (mit Thomas Liese, Uwe Preißler und Michael Bock)

1986
- Weltmeisterschaft – Mannschaftsverfolgung (mit Roland Hennig, Bernd Dittert und Dirk Meier)
- DDR-Meister – Mannschaftsverfolgung (mit Roland Hennig und Dirk Meier)

1987
- DDR-Meister – Mannschaftsverfolgung (mit Roland Hennig und Dir Meier)

1988
- Olympische Spiele – Mannschaftsverfolgung (mit Uwe Preissler, Carsten Wolf, Dirk Meier und Roland Hennig)

1989
- Weltmeister – Mannschaftsverfolgung (mit Thomas Liese, Carsten Wolf und Guido Fulst)
- Weltmeisterschaft – Mannschaftsverfolgung (mit Thomas Liese, Carsten Wolf und Guido Fulst)
- DDR-Meister – Einerverfolgung

### Straße
1987
- zwei Etappen Olympia’s Tour

1988
- zwei Etappen Niedersachsen-Rundfahrt

1989
- Prolog Olympia’s Tour

1991
- Sachsen-Rundfahrt
- DDR-Meister – Mannschaftszeitfahren (mit Dirk Meier, Thomas Will und Achmed Wolke)

1993
- OZ Wielerweekend

1995
- Thüringen-Rundfahrt

1997
- eine Etappe Internationale Friedensfahrt